# Пам'ятки історії Могилів-Подільського району
У Могилів-Подільському районі Вінницької області на обліку перебуває 58 пам'яток історії.
| № п/п | Охоронний № | Найменування пам'ятки | Адреса                                                        | Дата (епоха)         | Дата відкриття або виявлення | Автори                             | Матеріал                                  | Основні розміри                                         | Рішення про взяття під охорону |
| ----- | ----------- | --- | ------------------------------------------------------------- | -------------------- | ---------------------------- | ---------------------------------- | ----------------------------------------- | ------------------------------------------------------- | ------------------------------ |
| 1.    | 218         | Братська могила 5 воїнів Радянської армії, загиблих при звільненні села                                                                            | с. Бандишівка, Бандишівська с/р, біля медпункту               | 1944 р.              | 1954 р.                      | Київський худ. фонд                | ск. з/бетон, пост. камінь                 | ск. 3 м, пост.2,2х1,3х1,3 м                             | № 2919.06.1977 р.              |
| 2.    | 224         | Пам'ятник 112 воїнам — односельчанам, загиблим на фронтах ВВВ                                                                                      | с. Бандишівка, Бандишівська с/р, вул. Леніна                  | 1941-45 рр.          | 1973 р.                      | Київський худ. фонд                | ск. з/бетон, пост. бетон                  | ск. 2 м, пост.2,5х1,3х1,1 м                             | № 2919.06.1977 р.              |
| 3.    | 539         | Братська могила 2 воїнів Радянської Армії, загиблих при звільненні села і пам'ятник 52 воїнам — односельчанам, загиблим на фронтах ВВВ             | с. Бернашівка, Бандишівська с/р, біля с/р                     | 1944 р.              | 1949 р.                      | місцеві майстри                    | об. камінь                                | об. 2,5 м                                               | № 31310.06.1971 р.             |
| 4.    | 566         | Пам'ятник 169 воїнам — односельчанам, загиблим на фронтах ВВВ                                                                                      | с. Борщівці, Вендичанська сел/р, біля школи                   | 1941-45 рр.          | 1968 р.                      | Київський худ. фонд                | ск. з/бетон, пост.камінь                  | ск. 3,5 м, пост.1,5х1х1 м                               | № 31310.06.1971 р.             |
| 5.    | 567         | Братська могила 8 радянських воїнів і пам'ятник 294 воїнам — односельчанам, загиблим на фронтах ВВВ                                                | с. Бронниця, Бронницька с/р, на території Будинку відпочинку  | 1944 р., 1941-45 рр. | 1946 р.,                     | місцеві майстри                    | об. камінь, пост. камінь                  | об. 3 м, пост.1,7х0,9х0,9 м                             | № 31310.06.1971 р.             |
| 6.    | 92          | Пам'ятник 170 воїнам — односельчанам, загиблим на фронтах ВВВ                                                                                      | с. Бронниця, Бронницька с/р, вул. Леніна                      | 1941-45 рр.          | 1983 р.                      | ск. Л. В. Ситник                   | з/бетон                                   | ск.3,5 м.м.2 м                                          | № 22822.05.1985 р.             |
| 7.    | 541         | Братська могила 2 воїнів Радянської армії, загиблих при звільненні села                                                                            | смт. Вендичани, Вендичанська сел/р, біля школи                | 1944 р.              | 1967 р.                      | Київський худ. фонд                | ск. з/бетон, пост. камінь                 | ск. 2,4 м, пост.1,2х2,5х1,1 м                           | № 31310.06.1971 р.             |
| 8.    | 568         | Пам'ятник 240 воїнам — односельчанам, загиблим на фронтах ВВВ                                                                                      | смт. Вендичани, Вендичанська сел/р, біля с/р                  | 1941-45 рр.          | 1967 р.                      | місцеві майстри                    | об. камінь, пост. граніт                  | об. 8 м, пост.2,2х1,6х1 м                               | № 31310.06.1971 р.             |
| 9.    | 93          | Пам'ятник 13 воїнам — односельчанам, загиблим на фронтах ВВВ                                                                                       | с. Воєводчинці, Вендичанська сел/р, біля клубу                | 1941-45 рр.          | 1983 р.                      | Київський худ. фонд                | об.з/бетон                                | об. 3 м                                                 | № 22822.05.1985 р.             |
| 10.   | 543570      | Братська могила 53 воїнів Радянської Армії, загиблих при звільненні села і пам'ятник 57 воїнам –односельчанам, загиблим на фронтах ВВВ             | с. Гонтівка, Гонтівська с/р, біля бібліотеки                  | 1944 р.,1941-45 рр.  | 1968 р.,1970 р.              | Київський худ. фонд                | ск. з/бетон, пост. камінь                 | ск. 3 м, пост.2х3х1,5 м                                 | № 31310.06.1971 р.             |
| 11.   | 569         | Братська могила 3 радянських воїнів, загиблих при звільненні села і пам'ятник 89 воїнам — односельчанам, загиблим на фронтах ВВВ                   | с. Грабарівка, Серебринецька с/р, біля школи                  | 1944 р.,1941-45 рр.  | 1967 р.                      | Київський худ. фонд                | ск. з/бетон, пост. камінь                 | ск. 3 м, пост.2х2х1,6 м                                 | № 31310.06.1971 р.             |
| 12.   | 571         | Пам'ятник 205 воїнам — односельчанам, загиблим на фронтах ВВВ                                                                                      | с. Грушка, Грушанська с/р, вул. 70-річчя Жовтня               | 1941-45 рр.          | 1968 р.                      | Київський худ. фонд                | ск. з/бетонпост. камінь                   | ск. 3 м, пост.3,5х1,5х1 м                               | № 31310.06.1971 р.             |
| 13.   | 572         | Пам'ятник 106 воїнам — односельчанам, загиблим на фронтах ВВВ                                                                                      | с. Жеребилівка, Жеребилівська с/р, вул. Жовтнева              | 1941-45 рр.          | 1967 р.                      | Київський худ. фонд                | ск. з/бетонпост. камінь                   | ск. 3 м, пост.2,5х1х1 м                                 | № 31310.06.1971 р.             |
| 14.   | 229         | Пам'ятник 165 воїнам — односельчанам, загиблим на фронтах ВВВ                                                                                      | с. Івонівка, Ярузька с/р, біля клубу                          | 1941-45 рр.          | 1970 р.                      | -//-                               | ск. з/бетонпост.бетон                     | ск. 3 м, пост.1,5х2,7х3,5 м                             | № 2919.06.1977 р.              |
| 15.   | 230         | Пам'ятник 66 воїнам — односельчанам, загиблим на фронтах ВВВ                                                                                       | с. Іракліївка, Жеребилівська вул. Леніна                      | 1941-45 рр.          | 1975 р.                      | місцеві майстри                    | об. камінь, пост. камінь                  | об. 2,5 м, пост.2,5х1х1 м                               | № 2919.06.1977 р.              |
| 16.   | 232         | Могила 9 невідомих радянських воїнів, загиблим при обороні села                                                                                    | с. Карпівка, Карпівська с/р, вул. Леніна                      | 1941 р.,             | 1967 р.рест. 1981 р.         | ск. В. Сорока, м. Вінниця          | об. бетон, ск. з/бетон,                   | об. 2,5 м, ск. 2,5 м,                                   | № 2919.06.1977 р.              |
| 17.   | 232         | Пам'ятник 126 воїнам — односельчанам, загиблим на фронтах ВВВ                                                                                      | с. Карпівка, Карпівська с/р, вул. Леніна                      | 1941-45 рр.          | -//-                         | -//-                               | пост. бетон                               | пост.2,1х1,1х 1,1 м                                     | -//-                           |
| 18.   | 544         | Братська могила 25 воїнів Радянської Армії, загиблих при звільненні села                                                                           | с. Козлів, Козлівська с/р, на кладовищі                       | 1944 р.              | 1965 р.                      | місцеві майстри                    | об. з/бетон, пост. камінь                 | об. 3 м, пост.1,5х1,5х1 м                               | № 31310.06.1971                |
| 19.   | 573         | Пам'ятник 104 воїнам — односельчанам, загиблим на фронтах ВВВ                                                                                      | с. Козлів, Козлівська с/р, вул. Леніна                        | 1941-45 рр.          | 1967 р.                      | Київський худ. фонд                | об. з/бетон, пост. камінь                 | ск. 3 м, пост. 4х2х2 м                                  | № 31310.06.1971                |
| 20.   | 233         | Пам'ятник 86 воїнам — односельчанам, загиблим на фронтах ВВВ                                                                                       | с. Конева, Конівська с/р, вул. Леніна                         | 1941-45 рр.          | 1967 р.                      | Київський худ. фонд                | об. з/бетон пост. бетон                   | ск. 3 м.пост.0,9х2х0,9 м                                | № 2919.06.1977 р.              |
| 21.   | 243         | Могила радянського воїна, загиблого при звільненні села                                                                                            | с. Кремінне, Кремінська с/р, на полі                          | 1944 р.              | 1967 р.                      | місцеві майстри                    | об. камінь, пост. камінь                  | об. 3 м, пост.2,5х2,5х1 м                               | № 2919.06.1977 р.              |
| 22.   | 574         | Пам'ятник 180 воїнам — односельчанам, загиблим на фронтах ВВВ                                                                                      | с. Кремінне, Кремінська с/р, вул. Овсян-нікова                | 1941-45рр.           | 1967 р.                      | Київський худ. фонд                | об. бетон, пост.бетон                     | об. 7 м, пост.1х0,8х0,8 м                               | № 31310.06.1971 р.             |
| 23.   | 576         | Пам'ятник 112 воїнам — односельчанам, загиблим на фронтах ВВВ                                                                                      | с. Кричанівка, Кричанівська с/р, біля Будинку культури        | 1941-45 рр.          | 1967 р.                      | Київський худ. фонд                | ск. з/бетон, пост. цегла                  | ск. 3 м, пост.2,0х1,0х1,0м                              | № 31310.06.1971 р.             |
| 24.   | 79          | Братська могила 3 воїнів Радянської Армії, загиблих при звільненні села                                                                            | с. Кричанівка, Кричанівська с/р, біля школи                   | 1941-45 рр.          | 1992 р.                      | місцеві майстри                    | з/бетон                                   | ск. 2 м                                                 | № 47029.12.2002 р.             |
| 25.   | 575         | Пам'ятник 149 воїнам — односельчанам, загиблим на фронтах ВВВ                                                                                      | с. Кукавка, Кукавська с/р, біля с/р                           | 1941-45 рр.          | 1965 р.                      | Київський худ. фонд                | об. камінь, пост. камінь                  | об. 6 м, пост.3,5х1,5х1,5 м                             | № 31310.06.1971 р.             |
| 26.   | 8           | Будинок, в якому жив М. М. Коцюбинський | с. Кукавка, Кукавська с/р, біля церкви                        | 1850-х р.,           | 1994 р.                      | місцеві майстри                    | камінь                                    | 285 м2                                                  | № 6605.10.1995 р.              |
| 27.   | 9           | Церква, розписана за проектом В. Тропініна | с. Кукавка, Кукавська с/р, центр села                         | 1806 р.              | 1994 р.                      | арх. В. Тропінін                   | камінь                                    | 148м2                                                   | № 6605.10.1995 р.              |
| 28.   | 545         | Братська могила 7 воїнів Радянської Армії, загиблих при звільненні села і пам'ятник 89 воїнам — односельчанам, загиблим на фронтах ВВВ             | с. Липчани, Козлівська с/р, вул. Леніна                       | 1944 р.,1941-45 рр.  | 1965 р.,1967 р.              | місцеві майстри                    | об. камінь                                | об. 2,2 м, об. 1,5 м                                    | № 31310.06.1971 р.             |
| 29.   | 239         | Пам'ятник 46 воїнам — односельчанам, загиблим на фронтах ВВВ                                                                                       | с. Ломазів, Кукавська с/р, вул. Леніна                        | 1941-45 рр.          | 1973 р.                      | Київський худ. фонд                | об. бетон, пост. бетон                    | об. 2,2 м, пост.1х1х1 м                                 | № 2919.06.1977 р.              |
| 30.   | 96          | Пам'ятник 188 воїнам — односельчанам, загиблим на фронтах ВВВ                                                                                      | с. Лядова, Яришівська с/р, вул. Леніна                        | -//-                 | 1983 р.                      | місцеві майстри                    | з/бетон                                   | ск.3,5 м                                                | № 22822.05.1985 р.             |
| 31.   | 579         | Пам'ятник 97 воїнам — односельчанам, загиблим на фронтах ВВВ                                                                                       | с. Мервинці, Мервинецька с/р, вул. Центральна                 | -//-                 | 1966 р.                      | ск. Борисов, м. Київ               | ск. бетон, пост. камінь                   | ск. 3 м, пост. 2,2х1,6х2 м                              | № 31310.06.1971 р.             |
| 32.   | 548         | Братська могила 24 радянських воїнів, загиблих при звільненні села                                                                                 | с. Нагоряни, Козлівська с/р, на кладовищі                     | 1944 р.              | 1968 р.                      | місцеві майстри                    | об. камінь, пост. камінь                  | об. 3 м, пост. 2,5х1,5х1,5 м                            | № 31310.06.1971 р.             |
| 33.   | 580         | Пам'ятник 54 воїнам-односельчанам, загиблим на фронтах ВВВ                                                                                         | с. Нагоряни, Козлівська с/р, вул. Леніна                      | 1941-45 рр.          | 1965 р.                      | місцеві майстри                    | об. і пост. камінь                        | об. 3,5 м, п.3х2х1,4 м                                  | № 31310.06.1971 р.             |
| 34.   | 581         | Пам'ятник 104 воїнам — односельчанам, загиблим на фронтах ВВВ                                                                                      | с. Немія, Немійська с/р, вул. Юності                          | 1941-45 рр.          | 1967 р.                      | місцеві майстри                    | об. і пост. камінь                        | об. 3 м, пост.2х1х1 м                                   | № 31310.06.1971 р.             |
| 35.   | 561         | Могила першого секретаря комсомольської організації С. А. Роздобудько.                                                                             | с. Нижчий Ольчедаїв, Кукавська с/р, біля клубу                | 1932 р.              | 1967 р.                      | місцеві майстри                    | об. пісковик                              | об. 2 м, пост. 1,8х1,0х1,0 м                            | № 31310.06.1971 р.             |
| 36.   | 236         | Пам'ятник 93 воїнам — односельчанам, загиблим на фронтах ВВВ                                                                                       | с. НижчийОльчедаїв, Кукавська с/р, вул. Леніна                | 1941-45 рр.          | 1974 р.                      | Київський худ. фонд                | об. і пост. камінь                        | об. 3 м.пост.1,5х0,8х0,8 м                              | № 2919.06.1977 р.              |
| 37.   | 237         | Пам'ятник 252 воїнам — односельчанам, загиблим на фронтах ВВВ                                                                                      | с. Озаринці, Озаринецька с/р, біля Будинку культури.          | 1941-45 рр.          | 1973 р.                      | Київський худ. фонд                | ск. з/бетон, пост. камінь                 | ск. 3,5 м, пост.0,9х2х1,2 м                             | № 2919.06.1977 р.              |
| 38.   | 549         | Братська могила 2 радянських воїнів і пам'ятник 78 воїнам — односельчанам, загиблим на фронтах ВВВ                                                 | с. Оленівка, Бронницька с/р, біля церкви                      | 1941-45 рр.          | 1967 р.                      | місцеві майстри                    | ск. з/бетон, камінь                       | ск. 3 м, пост. 1,5х1,1 м                                | -//-                           |
| 39.   | 10          | Братська могила 2 радянських воїнів і пам'ятник 202 воїнам — односельчанам, загиблим на фронтах ВВВ                                                | с. Пилипи, Пилипівська с/р, біля с/р                          | 1941-45 рр.          | 1994 р.                      | місцеві майстри                    | гранітна плита                            | 80х170 м                                                | № 6605.10.1995 р.              |
| 40.   | 550583      | Братська могила 13 радянських воїнів, загиблих при звільненні села і пам'ятник 112 воїнам — односельчанам, загиблим на фронтах ВВВ                 | с. Садківці, Суботівська с/р, біля Будинку культурибіля школи | 1944 р.1941-45 рр.   | 1965 р.                      | місцеві майстриКиївський худ. фонд | об., пост. каміньск. з/бетон, пост.камінь | об. 2 м, пост.1,2х1,5х1,5 м ск. 3 м, пост.3,5х2,5х1,5 м | № 31310.06.1971 р.             |
| 41.   | 562         | Могила організатора першої в районі комуни «Прогрес» В. С. Мазура.                                                                                 | с. Серебринці, Серебринецька с/р, вул. Мазура                 | 1920 р.              | 1932 р.                      | місцеві майстри                    | об. пісковик                              | об. 2,5 м, пост.1,5х1х1 м                               | № 31310.06.1971 р.             |
| 42.   | 240         | Пам'ятник 211 воїнам — односельчанам, загиблим на фронтах ВВВ                                                                                      | с. Серебринці, Серебринецька с/р, біля с/р                    | 1941-45рр.           | 1967 р.                      | Київський худ. фонд                | ск. з/бетон, пост. камінь                 | ск. 3 м, пост.1,0х2х1,6 м                               | № 2919.06.1971 р.              |
| 43.   | 552         | Братська могила 43 радянських воїнів, загиблих при звільненні села і пам'ятник 243 воїнам — односельчанам, загиблим на фронтах ВВВ                 | с. Серебрія, Серебрійська с/р, біля магазину                  | 1944 р.1941-45 р. р. | 1965 р.                      | Київський худ. фонд                | ск. з/бетон, пост. бетон                  | ск. 3 м, пост.2х1,5х1,5 м                               | № 31310.06.1971 р.             |
| 44.   | 241         | Пам'ятний знак в честь Радянського Серебрійського партизанського полку                                                                             | с. Серебрія, Серебрійська с/р, біля Будинку культури          | 1918-20 рр.          | 1965 р.                      | Київський худ. фонд                | об. з/бетон, пост. камінь                 | об. 5 м, пост.2х1,2х0,9 м                               | № 2919.06.1977 р.              |
| 45.   | 554         | Братська могила 3 радянських партизан | с. Сліди, Сліднянська с/р, вул. Шевченка                      | 1944 р.              | 1957 р.                      | місцеві майстри                    | об. і пост. камінь                        | могила: 20×30 м, об. 5 м, пост.1х1,5х1 м                | № 31310.06.1971 р.             |
| 46.   | 585         | Пам'ятник 186 воїнам — односельчанам, загиблим на фронтах ВВВ                                                                                      | с. Сліди, Сліднянська с/р, вул. Вчитель-ська                  | 1941-45 рр.          | 1967 р.                      | місцеві майстри                    | ск. з/бетон, пісковик, камінь             | ск. 3 м, об. 7 м, п.2,5х2,5х3 м                         | № 31310.06.1971 р.             |
| 47.   | 98          | Пам'ятник 46 воїнам — односельчанам, загиблим на фронтах ВВВ                                                                                       | с. Слобода –Яришівська, Слобода –Яришівська с/р, біля с/р     | 1941-45 рр.          | 1984 р.                      | ск. Конарьов В. П.                 | з/бетон                                   | ск. 4 м, м.6 м                                          | № 22822.05.1985 р.             |
| 48.   | 556         | Братська могила 9 радянських воїнів, загиблих при звільненні села                                                                                  | с. Суботівка, Суботівська с/р, біля Будинку культури          | 1944 р.              | 1965 р.                      | Київський худ. фонд                | ск. з/бетон, пост. камінь                 | ск. 3 м.пост.2х1,5х1 м                                  | № 31310.06.1971 р.             |
| 49.   | 99          | Пам'ятник 180 воїнам — односельчанам, загиблим на фронтах ВВВ                                                                                      | с. Суботівка, Суботівська с/р, вул. Леніна                    | 1941-45 р. р.        | 1985 р.                      | ск. Совлук М. П.                   | з/бетон                                   | ск.3,5 м, м.1,5 м                                       | № 22822.05.1985 р.             |
| 50.   | 557         | Братська могила 4 радянських воїнів, загиблих при звільненні села                                                                                  | с. Сугаки, Сугаківська с/р, біля церкви                       | 1944 р.              | 1967 р.,рест.1981 р.         | ск. Єркоменком. Одеса              | з/бетон                                   | ск. 3 м, пост.2х1,8х1,8 м                               | № 31310.06.1971 р.             |
| 51.   | 557         | Пам'ятник 173 воїнам — односельчанам, загиблим на фронтах ВВВ                                                                                      | с. Сугаки, Сугаківська с/р, вул. Леніна                       | 1941-45 р. р.        | 1967 р.                      | ск. Єркоменком. Одеса              | з/бетон                                   | __                                                      | № 31310.06.1971 р.             |
| 52.   | 588         | Братська могила 3 радянських воїнів, загиблих при звільненні села і пам'ятник 183 воїнам — односельчанам, загиблим на фронтах ВВВ                  | с. Тропове, Тропівська с/р, вул. Леніна                       | 1941-45 рр.          | 1965 р.                      | місцеві майстри                    | з/бетон                                   | ск. 3,5 м, п.1,5х2,5х1,5 м                              | № 31310.06.1971 р.             |
| 53.   | 589         | Пам'ятник 140 воїнам — односельчанам, загиблим на фронтах ВВВ                                                                                      | с. Хоньківці, Хоньковецька с/р, вул. Леніна                   | 1941-45 рр.          | 1965 р.                      | місцеві майстри                    | об. з/бетон, пост. камінь                 | об. 3 м, п.2х0,9х0,9 м                                  | № 31310.06.1971 р.             |
| 54.   | 590         | Пам'ятник 219 воїнам — односельчанам, загиблим на фронтах ВВВ                                                                                      | с. Юрківці, Юрковецька с/р, вул. Леніна                       | 1941-45 рр.          | 1967 р.                      | Київський худ. фонд                | ск. з/бетон, п. камінь                    | ск. 3 м, п.2,2х2,2х1 м                                  | № 31310.06.1971 р.             |
| 55.   | 560         | Братська могила 12 радянських воїнів, загиблих при звільненні села                                                                                 | с. Яруга, на кладовищі                                        | 1944 р.              | 1967 р.                      | місцеві майстри                    | об. з/бетон, пост. камінь                 | об. 2,5х0,7х0,7 мп.1,2х1х1 м                            | № 31310.06.1971 р.             |
| 56.   | 591         | Пам'ятник 225 воїнам — односельчанам, загиблим на фронтах ВВВ                                                                                      | с. Яруга, Ярузька с/р, вул. Леніна                            | 1941-45 рр.          | 1970 р.                      | Київський худ. фонд                | ск. з/бетон, пост. цегла                  | ск. 2 м, п.2х2,7х2,7 м                                  | № 31310.06.1971 р.             |
| 57.   | 592         | Братська могила 142 воїнів, загиблих при звільненні села Яришів та навколишніх сіл і пам'ятник 280 воїнам — односельчанам, загиблим на фронтах ВВВ | с. Яришів, Яришівська с/р, вул. Леніна                        | 1944 р.,1941-45 рр.  | 1956 р.                      | Київський худ. фонд                | ск. з/бетон, пост. камінь                 | ск. 3,5 м, п.2,5х2,5х1,5 м                              | № 31310.06.1971 р.             |
| 58.   | 85          | Пам'ятник 37 воїнам — односельчанам, загиблим на фронтах ВВВ                                                                                       | с. Яструбна, Слобода –Яришівська с/р, вул. Леніна             | 1941-45 рр.          | 1989 р.                      | ск. А. І. Розбий-голова            | об. з/бетон                               | вис. 4 м                                                | № 50120.12.93 р.               |
|       |             | |                                                               |                      |                              |                                    |                                           |                                                         |                                |

## Джерело
- [Архівовано 19 червня 2012 у Wayback Machine.] Пам'ятки Вінницької області